# Asplenium hemionitis
Asplenium hemionitis är en svartbräkenväxtart som beskrevs av Carolus Linnaeus. Asplenium hemionitis ingår i släktet Asplenium och familjen Aspleniaceae. Utöver nominatformen finns också underarten A. h. longilobatum.

## Bildgalleri

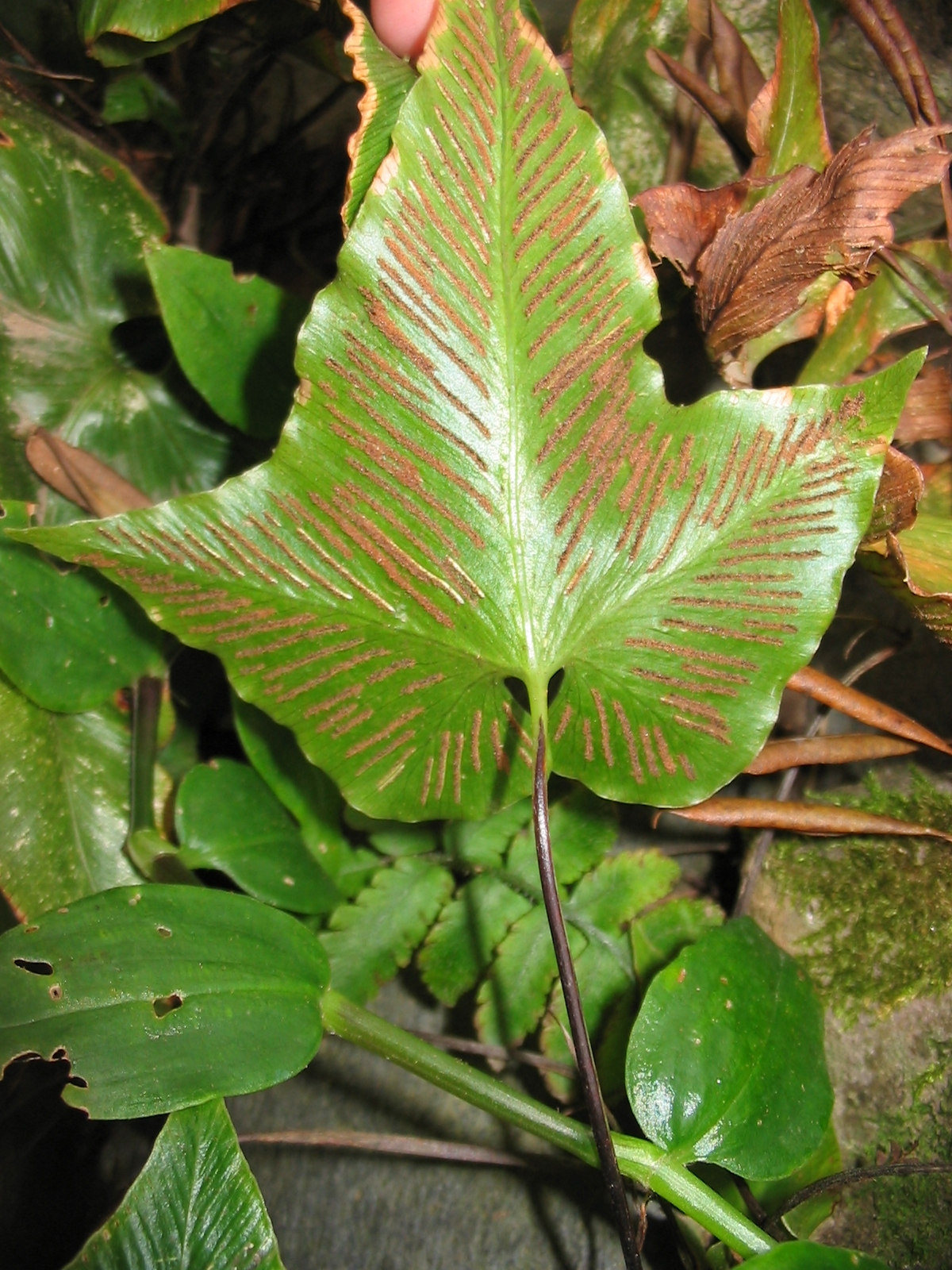